# キース・アールズ
キース・アールズ（Keith Earls、1987年10月2日 - ）は、ユナイテッド・ラグビー・チャンピオンシップ、マンスターに所属するラグビーユニオン選手。

## プロフィール
- アイルランド・リムリックモイロス出身。
- ポジションはウィング(WTB)。
- 身長 178cm、体重 86kg
- U20アイルランド代表に選ばれたことがある[1]。
- アイルランド代表キャップは98（2022年12月現在）でラグビーワールドカップ2011・ラグビーワールドカップ2015・ラグビーワールドカップ2019のアイルランド代表に選ばれた[2]。
- ブリティッシュ・アンド・アイリッシュ・ライオンズに選ばれたことがある[3]。

## 略歴
2007年、マンスターに加入。
2023年、現役引退を表明。